# Eumerus obliquus
Eumerus obliquus är en tvåvingeart som först beskrevs av Fabricius 1805.  Eumerus obliquus ingår i släktet månblomflugor, och familjen blomflugor. Inga underarter finns listade i Catalogue of Life.